# 十皇殿

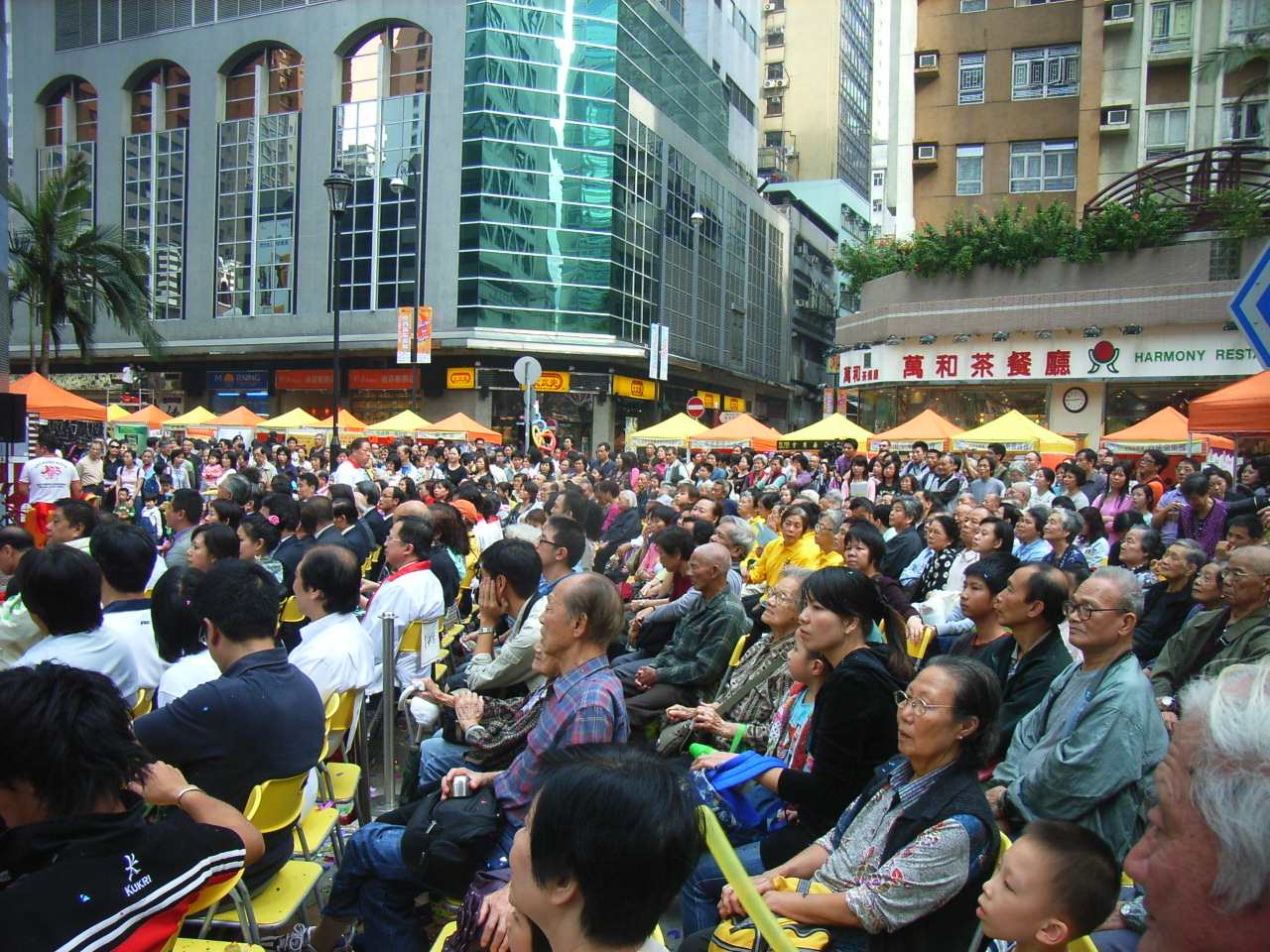
十皇殿，即是現在的上環假日行人坊，如圖為假日一景

十皇殿是香港一個已經沒有使用的本土地方名字，位於上環永樂街、文咸東街、摩利臣街交界一幅三角形地上。名稱由來追溯至1859年香港政府於上址第一次公開絞刑，直至赤柱監獄服役後，所有絞刑及笞刑都是在這幅三角形地上舉行。當地當時有坊眾認為因刑場的冤氣大，在一角建立一間袖珍的十皇殿來化解。

## 近況
上文提及的「十皇殿」的三角位置，近年曾經用作臨時休憩公園，設有花草及露天公園用的長椅，地圖上名為「永樂街休憩花園」。在2006年開始，經香港區議會中西區討論，該處改建成為「上環假日行人坊」的中央廣場。

## 鄰近
- 上環郵政局
- 上環市政大廈
- 西港城
- 前上環生果批發市場，又稱「上環果欄」。

## 外部連結
- 前「十皇殿」位置之地圖（页面存档备份，存于）
- 上環假日行人坊